# Мамонтове (пам'ятка природи)
Ма́монтове — комплексна пам'ятка природи місцевого значення в Україні. Розташована в селі Кулішівка Роменського району Сумської області. 
Площа 0,1 га. Статус присвоєно згідно з рішенням облради від 9 липня 2009 року. Перебуває у віданні Недригайлівської селищної ради. 
Пам'ятка природи створена на місці знаходження кісток викопних тварин льодовикового періоду, серед яких найбільше було кісток мамонта.
Кулешівка належала Юрію Головкіну, попечителю Харківського університету. Свій маєток він мав у сусідньому містечку Костянтинів. Восени 1839 року неподалік від Кулішівки його робітники розпочали будівництво гуральних, як раптом натрапили на дивні величезні кістки. Пан Головкін, збагнувши, що то залишки стародавніх тварин, покликав свого друга Івана Калініченка - професора медицини Харківського університету. Було проведені археологічні розкопки, та було зібрано два скелети мамонтів, також там же було знайдено кістки різних інших тварин льодовикового періоду – носорога, великого оленя, коней. Ймовірно, тут була колись стоянка первісних людей. Знайдений мамонт відносився до типу Mammuthus trogontherii (степовий мамонт), доросла особа якого складає у висоту більше 4,5 метрів, мав 5 метрів бівені, та важив під 18 тонн.

## Цікаві факти
- Тут знаходиться перший у світі пам'ятник мамонтові.
- Це єдиний подібний пам'ятник в Україні[3].

## Зображення

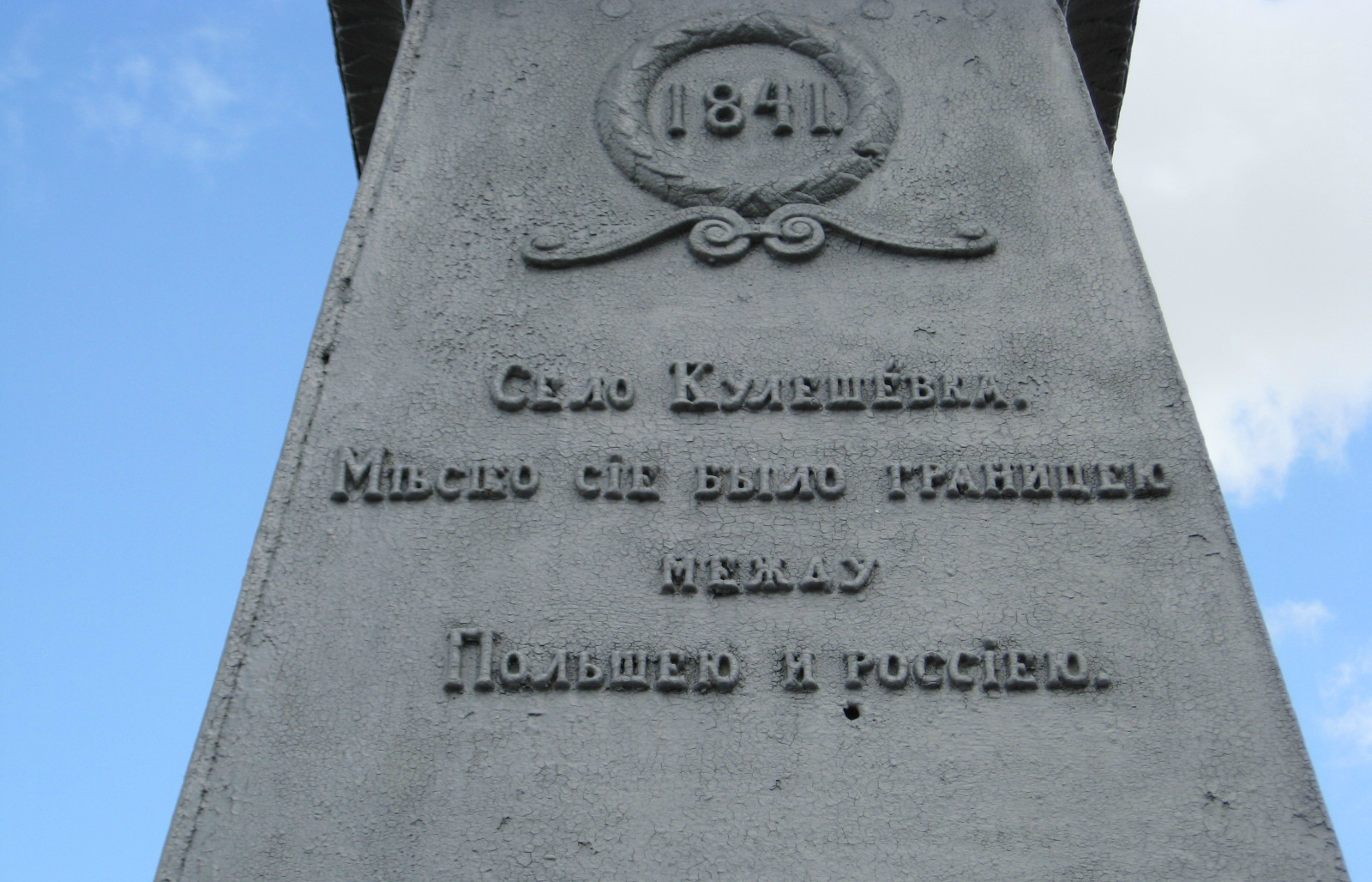
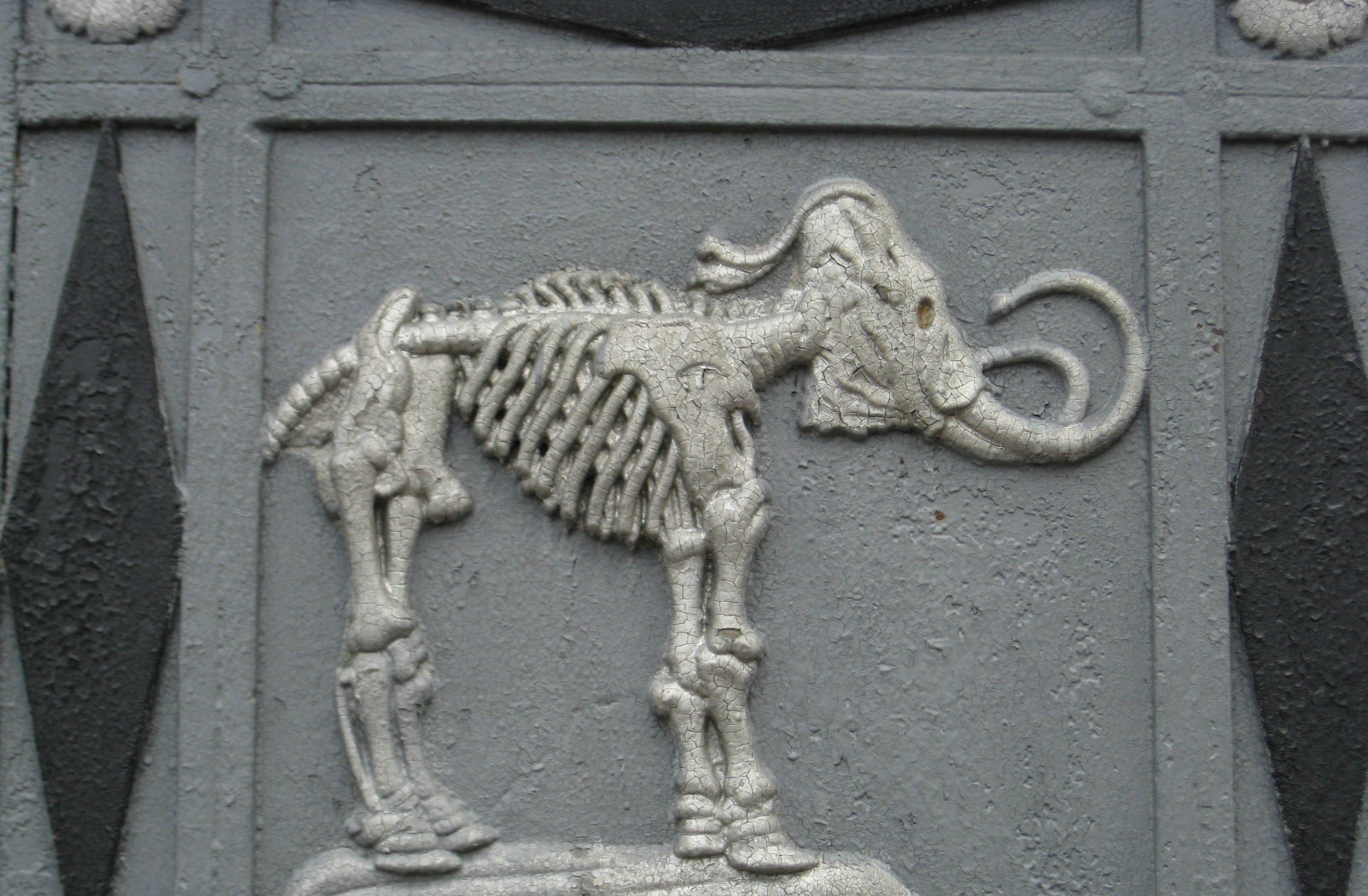